# فرهنگ در اردن

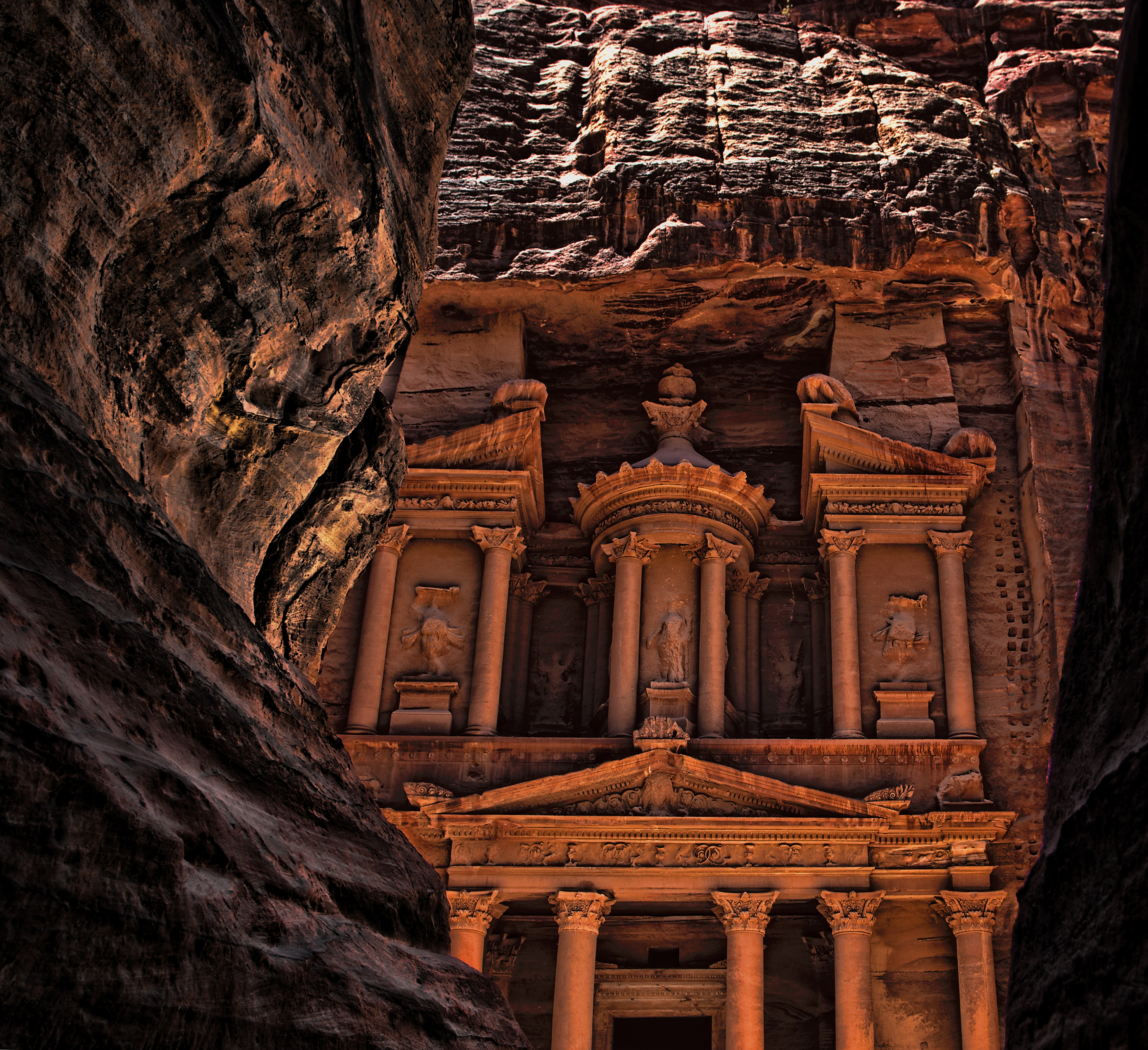
پترا

فرهنگ اردن در عناصر عربی و اسلامی با تأثیر چشمگیر غربی بنا شده‌است. اردن در تقاطع سه قاره جهان باستان ایستاده و دارای جغرافیا و فرهنگ متنوعی است. جنبه‌های قابل توجه این فرهنگ شامل موسیقی و لباس سنتی اردن و علاقه به ورزش است. اینها شامل فوتبال و بسکتبال و همچنین سایر ورزشهای وارداتی، عمدتاً از اروپای غربی و ایالات متحده است.

## فرهنگ عامه

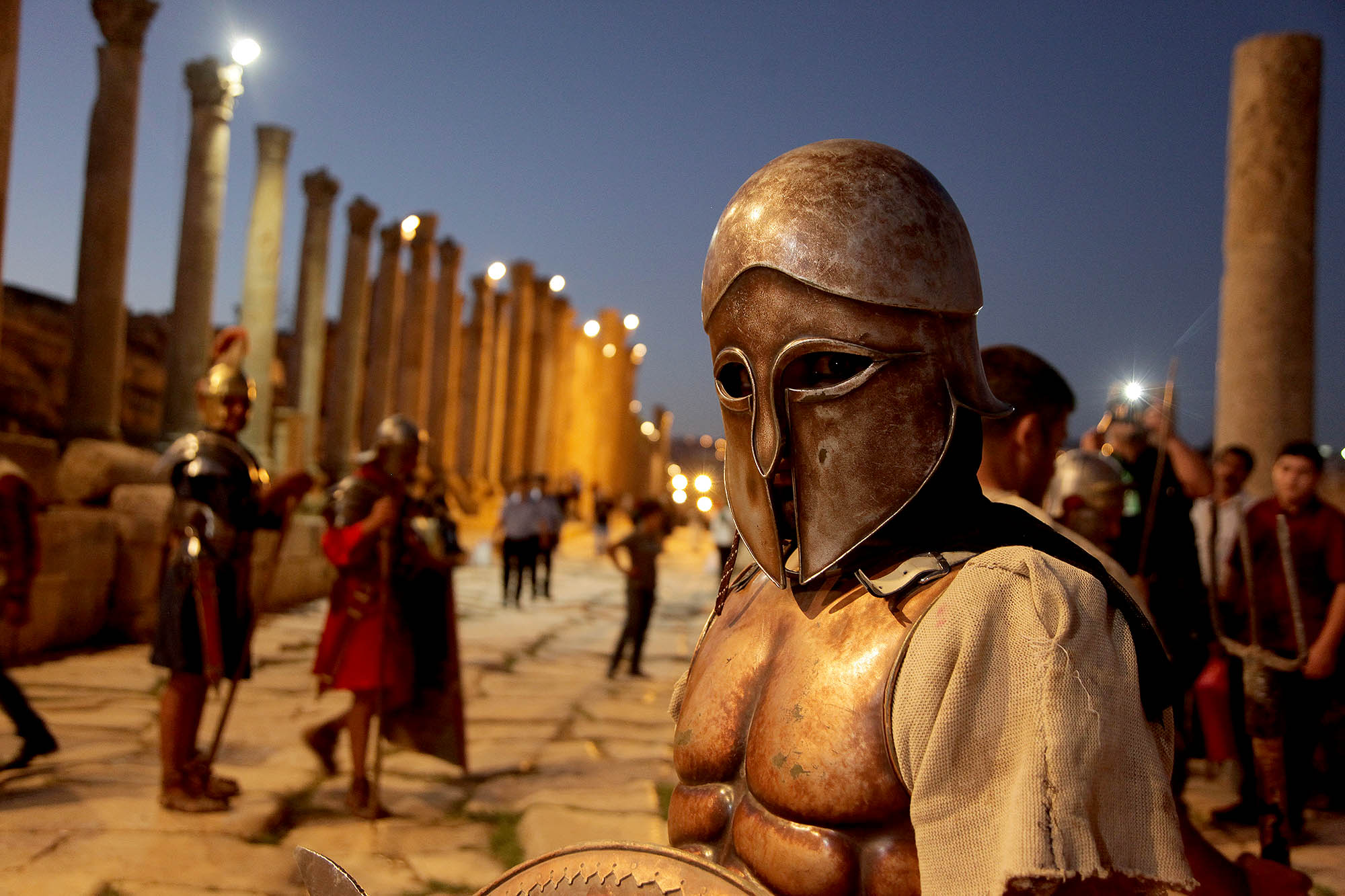
جشنواره جرش، ۲۰۱۸

بیش از ۴۰٪ از جمعیت در کلان‌شهر عمان زندگی می‌کنند و فرهنگ اردن را در آن شهر متمرکز می‌کنند. موسیقی، فیلم، مد اروپایی و آمریکایی در بین مردم اردن محبوب است.

## موسیقی
موسیقی سنتی اردن قدمتی طولانی دارد. اخیراً اردن شاهد ظهور چندین دی جی و ستاره‌های برجسته است.

### سینما
اردن صنعت فیلم‌سازی ندارد. تنها فیلم اردنی کاپیتان ابو رائد است. اگرچه این تنها فیلم اردنی است که در اردن ساخته شده‌است، فیلم‌های متعدد هالیوودی در مکان‌هایی در اردن مانند لارنس عربستان و ایندیانا جونز و آخرین جنگ صلیبی فیلمبرداری شده‌است. برنده اسکار بهترین فیلم، مهلکه در سال ۲۰۱۰ نیز در اردن فیلمبرداری شد. اخیراً فیلمبرداری مریخی در وادی رم انجام شد.

## باستان‌شناسی
مطالعه باستان‌شناسی اردن در قرن نوزدهم با کشف پترا توسط یوهان لودویگ برکارتت آغاز شد. با این حال بیشترین توجه باستان‌شناسی در قرن نوزدهم روی فلسطین متمرکز بود، زیرا باستان شناسان خارجی تمایل داشتند که با گسترش مکانهای کتاب مقدس واقع در آنجا مشغول به کار باشند. وزارت آثار باستانی در عمان در سال ۱۹۲۳ تأسیس شد. پلا، ام قیس، پترا، جرش، کرک (اردن) از آثار کشف شده قرن اخیر در اردن هستند. تندیس‌های دوران نوسنگی در سال ۱۹۸۳ در محل دهکده ماقبل تاریخ عین غزال یافت شد. موزاییک‌های قرن چهارم در کلیسا در بنای یادبود موسی در کوه نبویافت شده‌اند.

## آشپزی

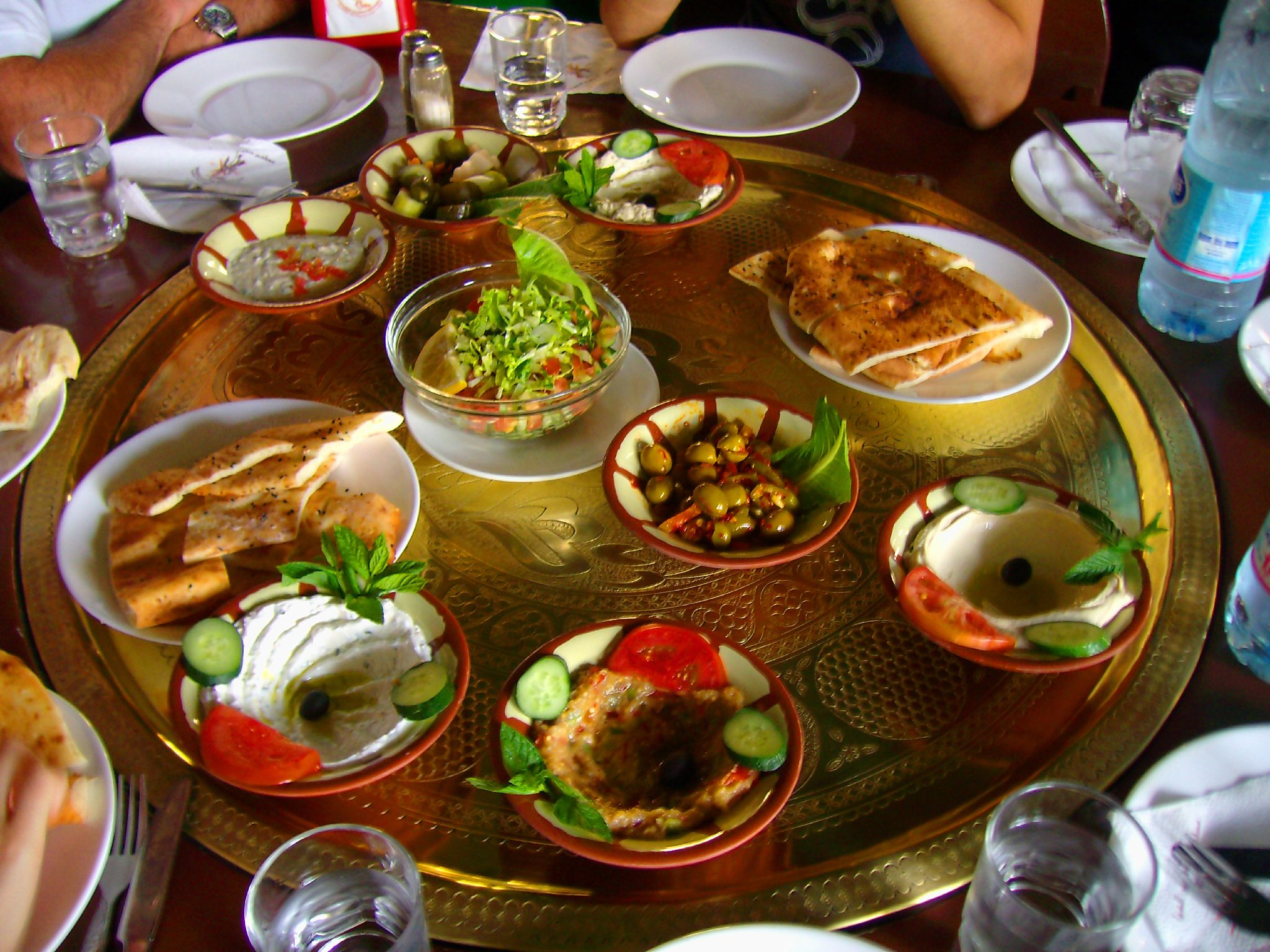
بشقاب بزرگی از مزه (خوراک) اردن در پترا

غذاهای اردن سبک سنتی آماده‌سازی مواد غذایی نشات گرفته از روش آشپزان اردنی یا روش استفاده معمول در اردن است که در طی قرن‌های متمادی از تغییرات اجتماعی و سیاسی توسعه یافته‌است.
طیف گسترده‌ای از تکنیک‌های موجود در آشپزی اردنی مورد استفاده قرار می‌گیرد، اعم از تنوری کردن، تف دادن و کباب کردن با چاشنی سبزیجات (هویج و برگها، بادمجان و غیره), گوشت و مرغ. همچنین یک زوش متداول در غذاهای اردنی برشته کردن یا تهیه غذاها با انواع سس‌های مخصوص است.
به عنوان یکی از بزرگ‌ترین تولیدکنندگان زیتون در جهان روغن زیتون اصلی تربن روغن پخت‌وپز در اردن است. سبزیها، سیر، پیاز، سس گوجه فرنگی و لیمو ترش از طعم‌هایی هستند که معمولاً در غداهای اردن یافت می‌شوند. ترکیبی از ادویه جات ترشیجات به نام za'atar شامل یک گیاه محلی معروف به نام سماقاست. سماق یک گیاه وحشی است که در غذاهای اردن و کشورهای همسایه و نزدیک به آن در منطقه مدیترانه استفاده می‌شود.